# Vladimir Ivlev
Vladimir Ivlev (en russe : Владимир Ивлев), né le 28 février 1990, à Moscou, en Russie, est un joueur russe de basket-ball. Il évolue aux postes de pivot et d'ailier fort.

## Carrière
En juillet 2021, Ivlev rejoint pour une saison le CSKA Moscou, club majeur sur la scène européenne.

## Palmarès
- Vainqueur de l'Universiade d'été de 2013